# フォレストシティ (アーカンソー州)
フォレストシティ (Forrest City) は、アメリカ合衆国アーカンソー州セントフランシス郡の市。市の名は、南北戦争においてアメリカ連合国（南軍）の「英雄」となった将軍であり、悪名高い白人至上主義団体クー・クラックス・クランの創始者でもあったネイサン・ベッドフォード・フォレストに因んで命名されたものである。南北戦争の終了直後、フォレストは建設工事にあたる一隊を当地に駐留させ、テネシー州メンフィスとアーカンソー州リトルロックを結ぶ鉄道の完成に当たらせた。2010年アメリカ合衆国国勢調査における人口は、15,371人で、2000年調査の 14,774人から増加していた。当市は「Jewel of the Delta（デルタの宝石）」と称されている。

## 歴史

### 19世紀
1827年10月13日、リトルロックで開催されたアーカンソー準州アーカンソー準州議会は、アーカンソー準州の中央東部にセントフランシス郡を正式に創設した。
南軍の将軍で、クー・クラックス・クランの初代グランド・ウィザードであったネイサン・ベッドフォード・フォレストは、南北戦争の最中にクローリーズ・リッジ一帯の地域に興味をもった。1866年、フォレスト将軍とC・C・マクリーナー (C. C. McCreanor) は、メンフィス・アンド・リトル・ロック鉄道で未開通となっていた、セントフランシス川に臨むマディソンから、ホワイト川西岸のデ・バルズ・ブラフまでの区間の建設を請け負った。このルートは、クローリーズ・リッジの分水嶺やを越え、ランギール川の河谷を横切る、困難の多いものであった。1868年には、フォレストシティを通る列車の運行が始まった。
フォレストは後に、フロント・ストリート (Front Street) に売店 (commissary) を設けた。同時に、V・B・アイザード大佐 (Colonel V.B. Izard) が、町を設計する作業に入った。住民の大多数は、この地域を「フォレストの町 (Forrest's Town)」と呼んでいたが、その後に名称はフォレスト・シティとなり、1870年5月11日に法人化された。
セントフランシス郡の郡庁は、当初、現在は廃止されたフランクリンに置かれていたが、1840年にマディソンへ移った。さらに1855年にはマウントバーノンに移ったが、1856年に裁判所の建物が焼失し、郡の記録文書類が失われた。このため、郡長のマディソンへの帰還が急がれた。1874年には、フォレストシティの木造の建物が裁判所とされ、フォレストシティに郡庁が移された。しかし、程なくしてこの建物も焼失し、郡の記録はまたしても失われてしまった。
1889年、フォレストシティでは、白人暴動が発生し、アフリカ系アメリカ人の指導者たちが郡外へと駆逐された。

### 20世紀
1910年にウォレス・レオン・ピュリフォイ (Wallace Leon Purifoy) が創設したアフリカ系アメリカ人の友愛組織 (fraternal organization) であったジ・インペリアル・カウンシル・オブ・ジュガモス (The Imperial Council of Jugamos) は、本部をフォレストシティに置いていた。1916年には『フォレストシティ・ヘラルド (Forrest City Herald)』紙が、創刊宣言 (constitution) を印刷した。1919年には『ニュー・キャッスル・ヘラルド (New Castle Herald)』紙が、グループや役員についての告知を出した。
1940年には、シカゴ・ロック・アイランド・アンド・パシフィック鉄道が運行する旅客列車「チョクトー・ロケット (Choctaw Rocket)」が、フォレストシティに停車するようになった。この運行は1964年に廃止された。1949年には、市の領域内で下水の改良工事のために地面を掘っていた労働者が巨大な生物の骨を見つけ、かつてこの辺りの斜面に巨大なマストドンが生息していたことを示す証拠の発見となった。
1988年には、フォレストシティ高等学校が、最初の人種統合舞踏会 (integrated prom) を開催した。1960年代半ばに学校における人種統合が命じられて以来、フォレストシティは学校が主催するダンスや社交の活動を廃止していた。その間、23年間にわたって、社交クラブや個別の家族などが、人種的に隔離された舞踏会を組織していた。

### 21世紀
2018年、セドリック・ウィリアムズ (Cedric Williams) が市長に選出されたが、これはアフリカ系アメリカ人としては3人目のフォレストシティ市長であった。

## 地理
アメリカ合衆国国勢調査局によれば、市の面積は16.3平方マイル (42 km2)、うち陸域は 16.2平方マイル (42 km2) で、水域は 0.1平方マイル (0.26 km2) (0.37%) である。
フォレストシティは、周辺のミシシッピ・デルタの平坦地よりも標高が高いクローリーズ・リッジの上に位置している。この南北に走る高地は、3マイルほどの幅があり、300フィートほどの標高がある。当地では、ブナ属、バターナッツ、サトウカエデ、キモクレンなど、アーカンソー州の在来種ではない樹種の木々がいくつか見つかる。

## 人口統計

### 2020年国勢調査
| 人種                      | 人口  | 構成比 |
| ------------------------- | ----- | ------ |
| 白人                      | 3,046 | 23.4%  |
| 黒人/アフリカ系アメリカ人 | 9,184 | 70.56% |
| ネイティブ・アメリカン    | 42    | 0.32%  |
| アジア系                  | 78    | 0.6%   |
| その他/混血               | 219   | 1.68%  |
| ヒスパニック/ラティーノ   | 446   | 3.43%  |

2020年の国勢調査では、人口 13,015人、世帯数 4,358世帯、2,655 家族が市内に居住していた。

## 行政とインフラ
フォレストシティには、連邦刑務所局のフォレストシティ連邦複合矯正施設がある。
アメリカ合衆国郵便公社は、フォレストシティ郵便局 (Forrest City Post Office) を運営している。
ウッドラフ電力組合は、非営利の地域的な電力利用組合で、フォレストシティに本部を置いている。

## 地元のランドマーク

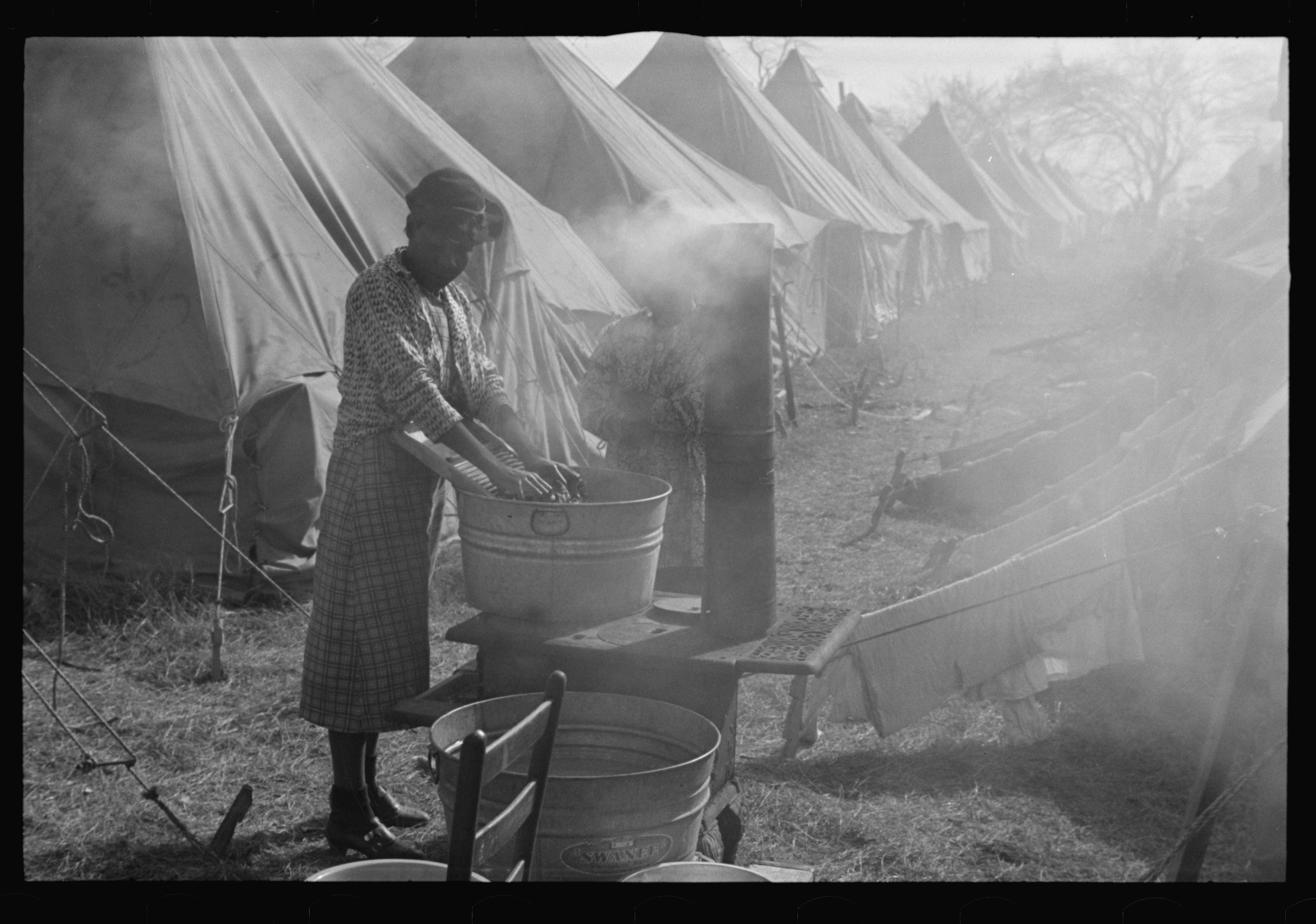
1938年、フォレストシティを洪水が襲った後に、フォレストシティで撮影された女性の写真。

フォレストシティ商工会議所 (Forrest City Chamber of Commerce) は、築100年超のベッカー・ハウス (Becker House) にある。この建物は、ベッカー家が売却して以降、様々な用途で活用されてきた。一時期は骨董品店となっていたが、その後、家具を扱うブティックとなり、そのまた後に商工会議所となった。
フォレストシティには、アメリカ合衆国国家歴史登録財が5件ある（en:National Register of Historic Places listings in St. Francis County, Arkansas を参照）。
- キャンベル・ハウス（英語版）
- ファースト・ユナイテッド・メソジスト教会（英語版）
- フォレストシティ高等学校（別名、「オールド・セントラル (Old Central)」）
- マン・ハウス（英語版）
- ステュアート・スプリングス（英語版）

## 教育
フォレストシティ学校区が、フォレストシティ高等学校を含む、すべての公立学校を運営している。
2014年ころからKIPP:デルタ公立学校が設立した第5学年から第8学年向けの KIPP フォレストシティ・カレッジ・プレパラトリー・スクール・イン・フォレストシティ (KIPP Forrest City College Preparatory School in Forrest City) が開設され、KIPPと貸借契約を結んだ数か所のた建物やカトリック教会の一部を使っていた。2018年には、KIPP デルタは、KIPP フォレストシティの閉鎖をアーカンソー州政府に要請し、生徒たちをヘレナ＝ウェストヘレナの施設に送った。

## おもな住民
- バレット・アスティン（英語版） - シンシナティ・レッズに所属した元プロ野球選手。
- リトル・バディ・ドイル（英語版） - ブルース・ギタリスト、歌手、ソングライター。
- ルイス・P・フェザーストーン（英語版） - 元連邦下院議員[16]。
- アル・グリーン - 歌手、牧師
- ウィリー・ヘイル（英語版） - リズム・アンド・ブルース・ギタリスト、歌手、ソングライター。
- ジョン・W・ヘンリー（英語版） - ボストン・レッドソックスの主要オーナーのひとり。
- クリス・ヒッキー（英語版） - ミュージック・ビデオ監督。
- マーク・W・アイザード（英語版） - 第3代ネブラスカ準州知事。
- ジェイソン・ジョーンズ（英語版） - 元アメリカンフットボール選手。
- ドン・ケッシンジャー - フォレストシティ生まれで、シカゴ・ホワイトソックスなどに所属したプロ野球選手、監督[17]。
- アルバート・キング - ブルース・アーティスト。
- [ヘンリー・ローブ（英語版） - テネシー州メンフィス市長。
- キャラ・マッカラム（英語版） - 2013年ミス・ニュージャージー（英語版）[18]。
- ギルバート・モリス（英語版） - キリスト教作家。
- キング・ペリー（英語版） - ジャズ・サキソフォーン奏者、クラリネット奏者、編曲家、バンドリーダー。
- ジミー・ロジャーズ（英語版） - アメリカンフットボール選手。
- カル・スレイトン（英語版） - 漫画家。

```
ヴァーノン・サイクス
（
英語版
）
 - 
オハイオ州議会元老院
議員
。
```

- ドワイト・トシュ（英語版） - アーカンソー州議会代議院議員（共和党）
- ウィンストン・P・ウィルソン（英語版） - アメリカ空軍少将、アメリカ州兵総局長。
- デニス・ウィンストン（英語版） - アメリカンフットボール選手。
- G・ウッド（英語版） - 1970年の映画『M★A★S★H マッシュ』とテレビ・シリーズ『マッシュ』の両方に出演した4人の俳優のひとり。
- マーシャル・ライト（英語版） - 元アーカンソー州議会代議院議員